# نورث إلبا (نيويورك)
نورث إلبا (بالإنجليزية: North Elba, New York)‏ هي بلدة أمريكية تقع في الولايات المتحدة في مقاطعة إيسيكس، نيويورك. يقدر عدد سكانها بـ 8,957 نسمة ومساحتها 405.2 كم2 وترتفع عن سطح البحر 594 متر.

## أعلام
- جون براون